# Collina di Çamlıca
La collina di Çamlıca (turco: Çamlıca Tepesi), alias grande collina di Çamlıca (in turco: Büyük Çamlıca Tepesi) per differenziarsi dalla vicina piccola collina di Çamlıca (in turco: Küçük Çamlıca Tepesi), è una collina situata nel distretto di Üsküdar di Istanbul, in Turchia. Situata nella parte asiatica della città, a 268 m sopra il livello del mare, la collina di Çamlıca gode di una vista panoramica sulla parte meridionale del Bosforo e la foce del Corno d'Oro.

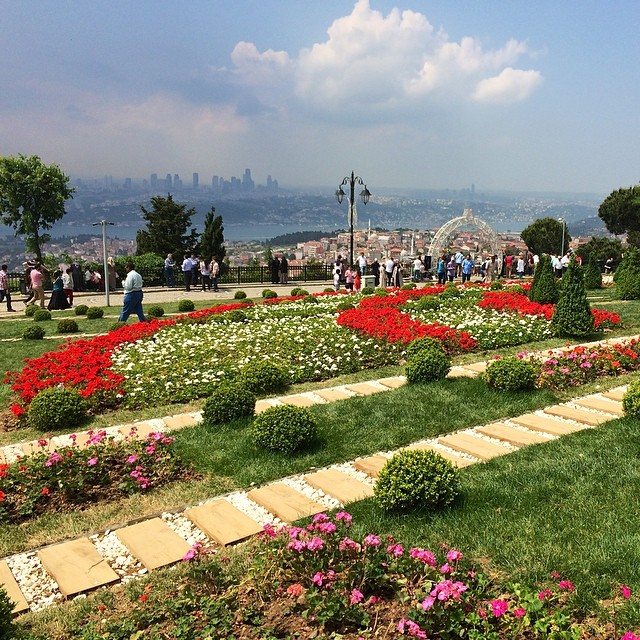
Parco pubblico sulla collina di Çamlıca

La collina è una popolare attrazione turistica. Ci sono case da tè, caffè e un ristorante all'interno di un parco pubblico con alberi monumentali, giardini fioriti e fontane, gestiti dalla municipalità Metropolitana. In cima alla collina si trovano un'antenna televisiva e diversi tralicci e torri radiofoniche. Per rimuovere l'inquinamento visivo causato dagli impianti, nell'ottobre 2014 il Ministero dei trasporti, attività marittime e Comunicazioni ha progettato la costruzione di una torre televisiva di 365,5 m con un ristorante girevole a 202,5 m e due piattaforme di osservazione .
. 

## La Nuova Moschea
La moschea di Çamlıca, la più grande moschea della Turchia, è stata completata alla fine del 2016. Essa è in grado di ospitare 37.500 persone e comprende un museo, una galleria d'arte, una biblioteca, una sala per conferenze e un parcheggio sotterraneo.